# Chroniques d'un cupidon
Albums de Slimane
VersuS
(2019)
Singles
1. La recette
Sortie : 20 mai 2022
2. Dans le noir
Sortie : 29 juin 2022
3. Peurs
Sortie : 5 août 2022
4. Les roses du Bois de Boulogne
Sortie : 12 août 2022
5. Sentimental
Sortie : 19 août 2022
6. Toi
Sortie : 26 août 2022
7. Des milliers de je t’aime
Sortie : 6 octobre 2022
8. Chez toi
Sortie : 21 avril 2023

Chroniques d'un cupidon est le quatrième  album studio du chanteur français Slimane, sorti le 2 septembre 2022. Il contient 19 titres, dont cinq featurings avec Claudio Capéo, La Zarra, Lyna Mahyem, Manal et Soprano.

## Liste des pistes
| Chroniques d'un cupidon | Chroniques d'un cupidon                   | Chroniques d'un cupidon | Chroniques d'un cupidon             | Chroniques d'un cupidon | Chroniques d'un cupidon | Chroniques d'un cupidon | Chroniques d'un cupidon | Chroniques d'un cupidon | Chroniques d'un cupidon |
| No                      | Titre                                     | Auteur                  | Compositeur(s)                      | Durée                   |                         |                         |                         |                         |                         |
| ----------------------- | ----------------------------------------- | ----------------------- | ----------------------------------- | ----------------------- | ----------------------- | ----------------------- | ----------------------- | ----------------------- | ----------------------- |
| 1.                      | Enfant de la lune                         | Slimane                 | Yaacov Salah, Meïr Salah            | 3:09                    |                         |                         |                         |                         |                         |
| 2.                      | La recette                                | Slimane                 | Slimane, Yaacov Salah, Meïr Salah   | 3:17                    |                         |                         |                         |                         |                         |
| 3.                      | Chez toi (feat. Claudio Capéo)            | Slimane, Claudio Capéo  | Yaacov Salah, Meïr Salah            | 3:19                    |                         |                         |                         |                         |                         |
| 4.                      | Des milliers de je t'aime                 | Slimane                 | Slimane, Yaacov Salah, Meïr Salah   | 3:32                    |                         |                         |                         |                         |                         |
| 5.                      | L'armure                                  | Slimane                 | Yaacov Salah, Meïr Salah            | 3:15                    |                         |                         |                         |                         |                         |
| 6.                      | Sentimental                               | Slimane                 | Slimane, Yaacov Salah, Meïr Salah   | 2:56                    |                         |                         |                         |                         |                         |
| 7.                      | Les amants de la colline (feat. La Zarra) | Slimane, La Zarra       | Yaacov Salah, Meïr Salah            | 3:25                    |                         |                         |                         |                         |                         |
| 8.                      | Dans le noir                              | Slimane                 | Slimane, Yaacov Salah, Meïr Salah   | 2:48                    |                         |                         |                         |                         |                         |
| 9.                      | Khamsa                                    | Slimane                 | Yaacov Salah, Meïr Salah            | 2:41                    |                         |                         |                         |                         |                         |
| 10.                     | Si je m'en allais                         | Slimane                 | Yaacov Salah, Meïr Salah            | 3:26                    |                         |                         |                         |                         |                         |
| 11.                     | Bye Bye                                   | Slimane                 | Anabel, J. Mass, OTTA, Slimane      | 2:50                    |                         |                         |                         |                         |                         |
| 12.                     | Maladie (feat. Lyna Mahyem)               | Slimane, Lyna Mahyem    | Yaacov Salah, Meïr Salah            | 3:04                    |                         |                         |                         |                         |                         |
| 13.                     | Toi                                       | Slimane                 | Yaacov Salah, Meïr Salah            | 3:11                    |                         |                         |                         |                         |                         |
| 14.                     | Zina (feat. Manal)                        | Slimane, Manal          | Mounchild, Yaacov Salah, Meïr Salah | 2:45                    |                         |                         |                         |                         |                         |
| 15.                     | Mise à jour                               | Slimane                 | Slimane, Yaacov Salah, Meïr Salah   | 3:06                    |                         |                         |                         |                         |                         |
| 16.                     | Claquer la porte                          | Slimane                 | Yaacov Salah, Meïr Salah            | 3:21                    |                         |                         |                         |                         |                         |
| 17.                     | La vie est belle (feat. Soprano)          | Slimane, Soprano        | Yaacov Salah, Meïr Salah            | 3:45                    |                         |                         |                         |                         |                         |
| 18.                     | Les roses du Bois de Boulogne             | Slimane                 | Slimane, Yaacov Salah, Meïr Salah   | 3:45                    |                         |                         |                         |                         |                         |
| 19.                     | Peurs                                     | Slimane                 | Yaacov Salah, Meïr Salah            | 3:19                    |                         |                         |                         |                         |                         |
| 1:00:54                 |                                           |                         |                                     |                         |                         |                         |                         |                         |                         |

## Clips vidéo
- La recette : 22 juin 2022
- Peurs : 5 août 2022
- Les roses du Bois de Boulogne : 12 août 2022
- Sentimental : 19 août 2022
- Toi : 26 août 2022
- Des milliers de je t'aime : 28 octobre 2022
- Chez toi (feat. Claudio Capéo) : 21 avril 2023

## Titres certifiés en France
- La recette  Platine[7]
- Des milliers de je t’aime  Diamant[8]
- Chez toi (feat. Claudio Capéo) Or

## Classements et certification

### Classements hebdomadaires
| Classements (2022)           | Meilleure position |
| ---------------------------- | ------------------ |
| France (SNEP)                | 1                  |
| France (SNEP Physique)       | 1                  |
| Belgique (Wallonie Ultratop) | 1                  |
| Belgique (Flandre Ultratop)  | 83                 |
| Suisse (Schweizer Hitparade) | 6                  |
| Suisse (Charts Romandie)     | 1                  |

### Certification
| Région                                                                                                 | Certification | Ventes/Streams |
| --- | ------------- | -------------- |
| Belgique (BEA)                                                                                         | Platine       | 20 000*        |
| France (SNEP)                                                                                          | 2 × Platine   | 208 000        |
| *Ventes selon la certification ^Mise en rayon selon la certification xNon précisé par la certification |               |                |